# Театр Атенеум (Варшава)
Театр Атенеум имени Сте́фана Я́рача  (англ. Teatr Ateneum  im. Stefana Jaracza) — варшавский драматический театр. Расположен в Варшаве в районе Повисле, в бывшем «Доме железнодорожника», здании, построенном в 1928 году.

## История
Основан в 1930 году знаменитым польским актёром и режиссёром Сте́фаном Я́рачем (чьё имя носит теперь) совместно с Зыгмунтом Хмелевским и Янушем Дзевоньским (руководил театром в театральном сезоне 1930—1931).
В условиях отсутствия поддержки со стороны государства и сильной конкуренции других театров, С. Ярач не отказался от своих художественных амбиций. Театр со временем приобрел общенациональную известность.
В сентябре 1939 года во время обороны Варшавы от немецкой армии здание не было разрушено. В октябре 1943 года здесь начал работать немецкий театр Kleines Theater der Stadt Warschau.
Послевоенным театром Атенеум в течение 44 лет руководил Януш Варминьский, который создавал коллектив театра и его репертуар. Почти все известные актеры послевоенного польского театра и известные польские режиссеры выступали на его сцене и сотрудничали с «Атенеум» Януша Варминьского. Ряд молодых драматургов, режиссеров, актёров делали в театре свои первые шаги. После смерти Я. Варминьского в 1996 году художественным руководителем театра стал Густав Холоубек, который продолжал важнейшие традиции «Атенеума».

## Неполный список актёров театра Атенеум
- Анджеевская, Ядвига
- Байор, Михал
- Бардини, Александер
- Барщевская, Гражина
- Биста, Хенрик
- Боровский, Тадеуш
- Вильгельми, Роман
- Вжесиньская, Барбара
- Вощерович, Яцек
- Глинка, Мариан
- Гордон-Гурецкая, Антонина
- Даменцкий, Добеслав
- Дедек, Томаш
- Дзевоньский, Эдвард
- Душиньский, Ежи
- Жебровский, Михал
- Жмиевский, Артур
- Зелиньский, Анджей
- Ендрыка, Иоанна
- Каревич, Эмиль
- Киёвская, Юлия
- Кобеля, Богумил
- Ковальский, Владислав
- Кондрат, Марек
- Котерский, Марек
- Коциняк, Мариан
- Кулеша, Агата
- Кулиг, Иоанна
- Лапиньский, Хенрик
- Нивиньский, Станислав
- Маховский, Игнаций
- Махалица, Хенрик
- Павлик, Бронислав
- Павловский, Пётр
- Пак, Людвик
- Петрашак, Леонард
- Пехоциньский, Ян
- Трыбала, Мажена
- Северин, Анджей
- Сенкевич, Кристина
- Сенюк, Анна
- Фиевский, Тадеуш
- Ханушкевич, Адам
- Хмельник, Яцек
- Холоубек, Густав
- Цепелевская, Анна
- Цецерский, Ян
- Цибульский, Збигнев
- Юзефович, Януш
- Янковская-Цесляк, Ядвига